# Tapping the Vein
Tapping the Vein (с англ. — «Нажатие на вену») — пятый студийный альбом немецкой трэш-метал группы Sodom, выпущенный 1 августа 1992 года на лейбле Steamhammer/SPV. Альбом демонстрирует большее влияние дэт-метала в сравнении с предыдущими релизами. Является последним альбомом с участием оригинального барабанщика Кристиана «Witchhunter» Дудека.

## Список композиций
Вся музыка написана Sodom.
| №                   | Название                 | Текст песни                  | Длительность |
| ------------------- | ------------------------ | ---------------------------- | ------------ |
| 1.                  | «Body Parts»             | Кристиан «Witchhunter» Дудек | 3:02         |
| 2.                  | «Skinned Alive»          | Томас Зух                    | 2:27         |
| 3.                  | «One Step Over the Line» | Томас Зух                    | 5:07         |
| 4.                  | «Deadline»               | Томас Зух                    | 3:52         |
| 5.                  | «Bullet in the Head»     | Томас Зух                    | 3:01         |
| 6.                  | «The Crippler»           | Witchhunter                  | 4:10         |
| 7.                  | «Wachturm»               | Томас Зух                    | 3:47         |
| 8.                  | «Tapping the Vein»       | Энди Брингз                  | 5:11         |
| 9.                  | «Back to War»            | Томас Зух                    | 3:14         |
| 10.                 | «Hunting Season»         | Томас Зух                    | 4:28         |
| 11.                 | «Reincarnation»          | Энди Брингз                  | 7:49         |
| Общая длительность: | Общая длительность:      | Общая длительность:          | 46:11        |

## Участники записи
Sodom
- Томас Зух — вокал, бас-гитара
- Энди Брингз — гитара
- Кристиан «Witchhunter» Дудек — ударные

Производственный персонал
- Харрис Джонс — продюсирование, звукоинженер
- Дитер Браун — обложка
- Юрген Хубер — обложка

## Чарты
| Чарт (1992)                   | Высшая позиция |
| ----------------------------- | -------------- |
| Германия (Offizielle Top 100) | 56             |